# Боґуцин (Цехановський повіт)
Боґуцин (пол. Bogucin) — село в Польщі, у гміні Опіноґура-Ґурна Цехановського повіту Мазовецького воєводства.
Населення — 118 осіб (2011).
У 1975-1998 роках село належало до Цехановського воєводства.

## Демографія
Демографічна структура станом на 31 березня 2011 року:
|          | Загалом | Допрацездатний вік | Працездатний вік | Постпрацездатний вік |
| -------- | ------- | ------------------ | ---------------- | -------------------- |
| Чоловіки | 72      | 20                 | 43               | 9                    |
| Жінки    | 46      | 10                 | 24               | 12                   |
| Разом    | 118     | 30                 | 67               | 21                   |